# Stylotrichium
Stylotrichium es un género de fanerógamas perteneciente a la familia de las asteráceas. Comprende 5 especies descritas y aceptadas.  Es originario de Sudamérica.

## Descripción
Las plantas de este género sólo tienen disco (sin rayos florales) y los pétalos son de color blanco, ligeramente amarillento blanco, rosa o morado (nunca de un completo color amarillo).

## Taxonomía
El género fue descrito por Johannes Mattfeld y publicado en Notizblatt des Botanischen Gartens und Museums zu Berlin-Dahlem 8: 436. 1923.

## Especiesaceptadas
A continuación se brinda un listado de las especies del género Stylotrichium aceptadas hasta agosto de 2012, ordenadas alfabéticamente. Para cada una se indica el nombre binomial seguido del autor, abreviado según las convenciones y usos.
- Stylotrichium corymbosum (DC.) Mattf.
- Stylotrichium edmundoi G.M.Barroso
- Stylotrichium glomeratum "Bautista, Rodr.Oubiña & S.Ortiz"
- Stylotrichium rotundifolium Mattf.
- Stylotrichium sucrei R.M.King & H.Rob.